# Heinrich Bunzel

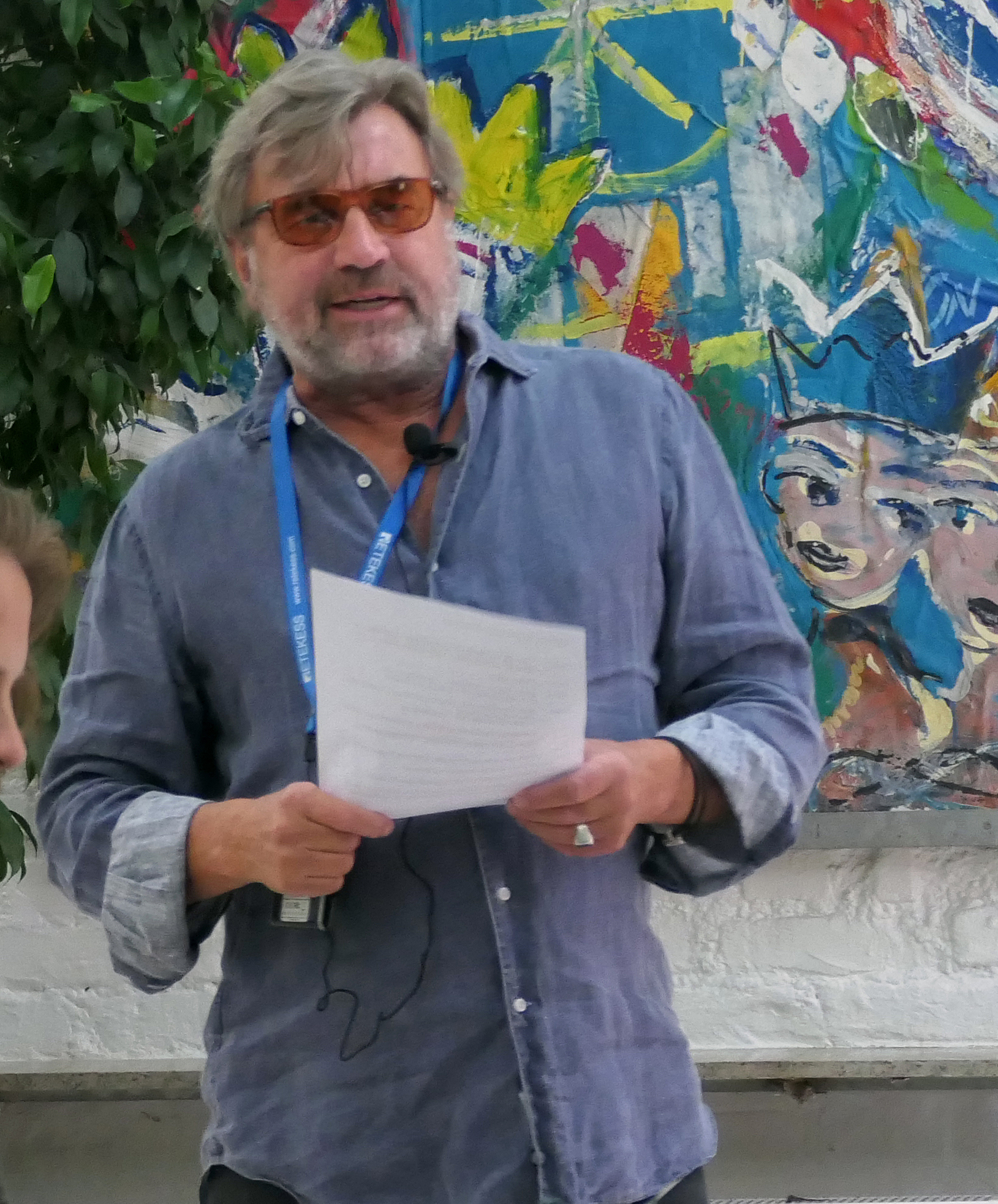
Heinrich Bunzel im Juli 2023

Heinrich Bunzel (* 1950 in München) ist ein deutscher Künstler und „Kunstgärtner“.
Bunzel eröffnete nach mehreren Studienjahren in Italien und Deutschland zusammen mit seiner Frau Bettina 1985 in einer ehemaligen Großgärtnerei seines Großvaters in München-Moosach das Botanikum. Darin enthalten sind 40 Künstlerateliers, Ausstellungsräume, ein Theatersaal und Räume für Kunstaktionen und Aufführungen inmitten einer mediterranen Pflanzenwelt. Im Mai 2022 wurde bekannt, dass das Botanikum abgerissen und in eine Wiese umgewandelt werde, die als Ausgleichsfläche für ein Wohnbauprojekt mit 550 Wohnungen sowie einer Grundschule vorgesehen ist.
Nicht nur durch seine Vorbildung schon immer der Natur verbunden, liegt ein Schwerpunkt der künstlerischen Aktionen im Bereich der Natur-Kunst. Da seine künstlerischen Ideen langsam den Rahmen des Botanikums sprengen, beginnt er sich mit großflächiger Land Art zu beschäftigen. Bunzel realisiert 1992 auf einem Feld bei München sein erstes Projekt dieser Art von Landschaftskunst unter dem Titel „Das Auge des Horus“. Es folgen weitere Land Art Arbeiten, wobei der Name „Artfield“ für seine Kunstfelder-Projekte geboren wird. 1993 hat er als einer der ersten in Europa die bahnbrechende Idee, Land Art und Werbung zu verbinden. Was auf den ersten Blick vielleicht merkwürdig klingt, hat sich in der Realität doch als eine bunte, aber natürlich in die Landschaft einfügende Verbindung von Natur, Kunst und Werbung entpuppt. Anstatt großflächiger und künstlicher Werbeflächen in der Natur, die Natur selbst als Medium (s. Publikationsform) zu nutzen. 2004 erhält er für das Werbe-Kunstfeld „Budget“ als Preis für beste Außenwerbung den Contrast Award.

## Arbeiten (Auszug)
- 1992 – Auge des Horus, München
- 1993 – „Artfield“ WELT IM ARM (Entwurf Kiddy Citny), München
- Terra Bion(Artfield Land Art als Werbefläche), München
- Natur-Kunst Installation LA VIRTUS DELLA VIRTUALITÀ, Carrara/Italien
- 1994 – ICH BIN VERGÄNGLICH (Entwurf Flatz), München
- 1995 – Natur-Kunst Gruppenausstellung TRIEBQUELLE im Botanikum
- 1996 – UNICEF, München
- BRUNCHBROT, Hamburg
- 1997 – HIT RADIO FFH, Frankfurt am Main
- 1998 – SWISSAIR, München
- 1999 – GENIUS LOCI 99, Landschaftskunst auf dem Gut Willershausen/Eisenach – mit Heinrich Bunzel, München, Jakob de Chirico, Meran, Ugo Dossi, München, Ben Patterson, New York
- 2000 – Ausstellung ARTFIELD-PROJEKTIONEN
- TUCHFÜHLUNG – Körperkonturen, Velbert-Langenberg
- BOURBONENLILIE, München
- 2001 – Steinzeit, Algund/Tirol
- MARIENHEILGARTEN, Großgmain/Österreich
- 2002 – Parco letterario e delle arti, Viterbo/Italien
- DER KUSS, München
- 2003 – Budget (Werbung mit Land Art), Frankfurt
- 2004 – KYFFHÄUSER (gemeinsam mit Herman Nitsch), Thüringen
- 2005 – 20 Jahre Botanikum: Fluxus und Luxus in der Natur Gemeinschaftsarbeit mit den Künstlern Daniel Spoerri, Hermann Nitsch, Ben Patterson, Ugo Dossi, Jakob de Chirico, Aldo Mondino, Kiddy Citny, FLATZ, Massimo Lunardon, Marco Pellizzola, Giuliano Tomaino, Pavel Schmidt, Antonio Riello
- 2006 – Artfield FFH HIT RADIO Welcome WM 2006, Frankfurt
- 2006 – Artfield „Geiz macht krank“, Frankfurt
- 2007 – PrimaKlima im Botanikum
- 2008 – Artfield Landart – Felder für Engel und andere Wesen am Flughafen München
- 2009 – PrimaKlima im Botanikum – offene Ateliers und Gastkünstler
- 2010 – Gras und Blumeninstallation für die Präsentation für MINI-Countrymann, Mailand + München
- 2011 – ART25 Botanikum – offene Ateliers und Gastkünstler
- 2013 – ART25.helium – offene Ateliers und Gastkünstler
- 2014 – ARTFIELD – GAME OF THrones, München Flughafen
- 2014 – ARTFIELD – MOCKINGJAY, München Flughafen
- 2014 – Ausstellung FRANZENSFESTE, Meran – Klonkrieger
- 2014 – Ausstellung ROYAL ARTchairs, Hotel Leonardo München
- 2015 – ART25feuer+flamme – 30 Jahre BOTANIKUM – offene Ateliers und Gastkünstler
- 2017 – ARTFIELD – Lufthansa-5Star Airline, München Flughafen
- 2017 – ART25 – offene Ateliers und Gastkünstler
- 2018 – ARTFIELD  – IDEG, Hannover
- 2019 – ART25.space – offene Ateliers und Gastkünstler